# جامعه اونیدا
جامعهٔ اونیدا (به انگلیسی: Oneida Community) نام جامعهٔ آرمانشهرانهٔ اشتراکی‌ای بود که به دست جان همفری نویس در سال ۱۸۴۸ در اونیدای نیویورک پایه‌ریزی‌شد. این جامعه بر این باور بود که عیسی مسیح در سال ۷۰ میلادی بازگشته و این امکان را برای ایشان فراهم آورده تا پادشاهی هزارسالهٔ مسیح را برپاسازند و از گناه پاک گردند و به اوج کمال در این جهان برسند بی آنکه بهشت تنها جایگاه رستگاریشان باشد.

جامعهٔ اونیدا نظامی اشتراکی (مشارکت در دارایی) و برپایه زناشویی گروهی داشت. چند جامعهٔ‌نویسی کوچکتر هم در والینگفورد کناتیکت، نیوآرک نیوجرسی، پوتنی ورمونت و کمبریج ورمونت نیز برپاشدند. در پوتنی کوشیدند تا او را از برای آموزه‌های جنسی ناسازگارش با کلیسا بازداشت کنند. جامعه با ۸۷ عضو کار خود را آغاز کرد و تا ۱۸۷۸ به ۳۰۶ تن رسیده‌بود. سرانجام واپسین شاخهٔ این جامعه که همچنان پایدار مانده‌بود شاخهٔ والینگفورد بود که در ۱۸۷۸ در گردباد ویران‌شد.

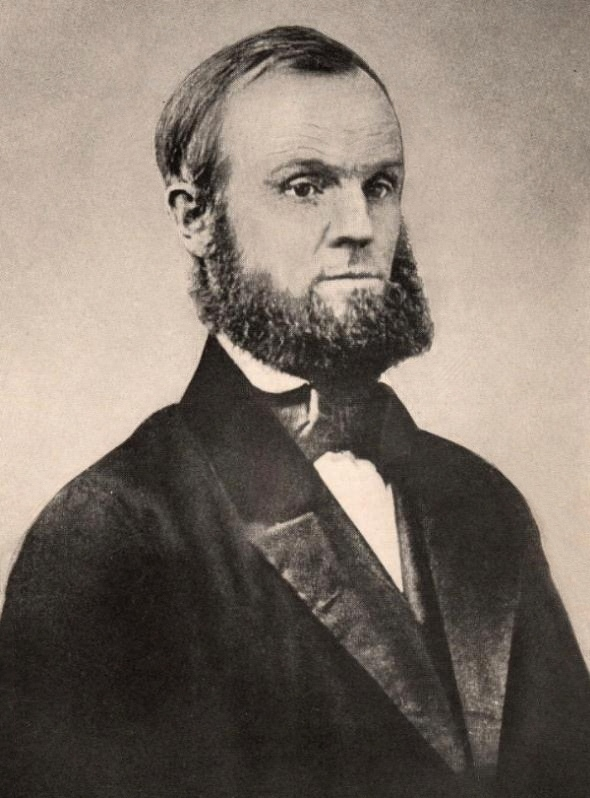
جان همفری نویس

## ساختار
این جامعه به دست کمیته‌ای ۲۷ نفره و ثابت و دستهٔ اداری ۴۸ تنه‌ای گردانده می‌شد. این جامعه تشکیلاتی اداری نیمه‌خودکفا بود. اینان به پرورش و کنسروکردن میوه و سبزیجات، ساخت ابزار با نخ ابریشمی و تولید تلهٔ حیوانات می‌پرداختند. اینان در آغاز برای شرکت خلیج هودسن تلهٔ حیوانات می‌ساختند. واپسین صنعت اینان ساخت ظروف نقره بود. همه در این جامعه پیشه‌ای داشتند. زنان معمولاً به کارهای خانگی می‌پرداختند.

### نقش جنسیت
نویس بر این باور بود که برای احیا و باززایی بیداری مذهبی اجتماعی باید در رابطهٔ میان زن و مرد بازنگری شود. نگرش او بر برابری زن و مرد بود. اگرچه وظیفهٔ زنان نگهداری از کودکان و خردسالان و دیگر وظایف زنان در جامعه‌های سنتی چون رختشویی در این جامعه بود. پوشش زنان این جامعه-که به نظر می‌آید از پوشش ایروکوئی‌ها گرفته شده‌باشد- یک دامن کوتاه بر روی یک شلوار بود. این پوشش حرکت ایشان را در سنجش با دیگر زنان همدوره‌یشان آسان‌تر می‌نمود.

### زناشویی گروهی
برپایهٔ دیدگاه این جامعه همهٔ مردان با همهٔ زنان پیمان زناشویی می‌بستند. از رابطهٔ عاشقانه یا انحصاری جلوگیری می‌شد. به‌طور میانگین هر زن در این جامعه در هر هفته سه بار رابطهٔ جنسی داشت.
زنان یائسه به آموزش جنسی مردان زیر ۱۹ سال می‌پرداختند و این را به سان وظیفه‌ای دینی می‌نگریستند. به همین سان مردان کهنسال نیز آمیزش جنسی را به دختران جوان می‌آموزاند.نویس دینداران و بی‌دینان را به مشارکت و هنبازی می‌انگیخت تا شاید از این راه بی‌دینان به راه دینداران بگروند.نویس سکس را تنها یک امر زیستی نمی‌دانست و آن را موضوعی اجتماعی و روحانی می‌انگاشت. او بر این باور بود که کهنسالترها بر جوانسال‌ها و نیز مردان بر زنان برتری روحانی دارند. برای اینکه کسی به آن برتری دست یابد باید با دارندهٔ برتری همخوابه شود. او نام این شیوه را دوستی اوج‌گیرنده گذارده‌بود. از اسنادی که در آینده از سوی یکی از خویشان مادینه‌نویس که از سوی او به گروه کشانده شده‌بود به دست آمد آشکار شد که زنان می‌بایست با هرکسی که به ایشان میل داشت می‌آمیختند و نمی‌بایست به احساس خود رجوع می‌کردند.
مردان نیز می‌بایست جلوی انزال خود را بگیرند تا بدینگونه روح مذهبی و پرهیزگارانه‌شان تقویت گردد. اینگونه نرخ زایش در جامعهٔ اونیدا پایین بود.

## سراشیب
جامعه پایدار ماند تا آن زمان که جان همفری‌نویس رهبری آن را به پسرش تئودورنویس واگذارکرد. این انتخاب به جایی نبود چرا که نخست تئودور خداناباور بود و دیگر آنکه او استعداد رهبری پدرش را نداشت. از دیگرسو پایه‌ریزان این جامعه یا پیر شده بودند یا از میان رفته بودند و جوانان نیز به ازدواج سنتی یا انحصاری گرایش داشتند و این ادامهٔ نسل جامعه را با مشکل روبه‌رو می‌ساخت.
از سوی دیگر پروفسور میرز از دانشکده همیلتوننویس را تهدید کرده‌بود که به جرم هتک حرمت دختران نابالغ وی را به بازداشت خواهد کشاند. بدینسان‌نویس از آمریکا گریخت و از آبشار نیاگارا برای پیروانش نامه‌نوشت و زناشویی گروهی را پایان‌یافته خواند. بدینسان این جامعه به فشار بیرون از هم پاشید و جای خود را به یک شرکت سهامی داد.